# 托讷莱普雷
托讷莱普雷（法語：Thonne-les-Près，法語發音：[tɔn le pʁɛ]）是法国默兹省的一个市镇，属于凡尔登区。

## 地理
托讷莱普雷（49°31'36"N, 5°21'1"E）面积5.42 平方千米，位于法国大東部大區默兹省，该省份为法国西北部内陆省份，北与比利时接壤，西接马恩省和阿登省，南至上马恩省和孚日省，东临默尔特-摩泽尔省。
与托讷莱普雷接壤的市镇（或旧市镇、城区）包括：绍旺西堡、蒙梅迪、托内勒、维尼厄勒苏蒙梅迪。

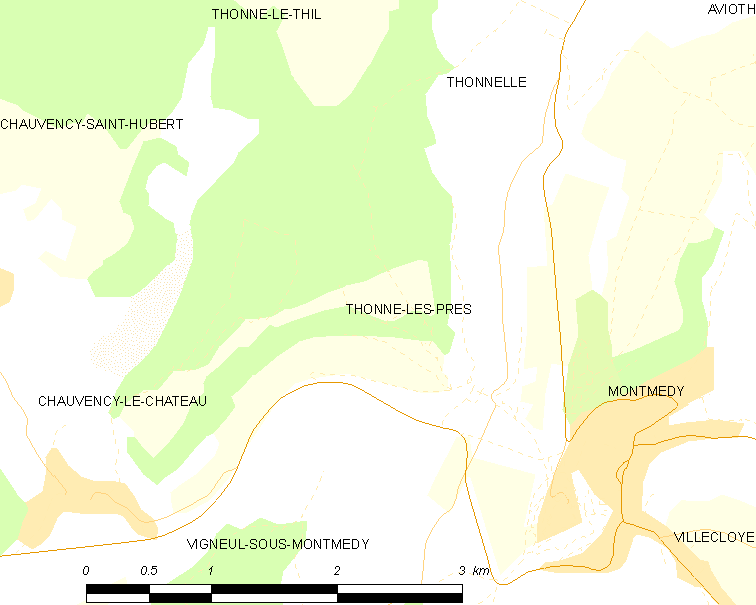
托讷莱普雷的OSM定位图

托讷莱普雷的时区为UTC+01:00、UTC+02:00（夏令时）。

## 行政
托讷莱普雷的邮政编码为55600，INSEE市镇编码为55510。

## 政治
托讷莱普雷所属的省级选区为蒙梅迪县。

## 人口

1962-2008年间托讷莱普雷人口变化图示

托讷莱普雷于2022年1月1日时的人口数量为125人。